# Charles Lieb

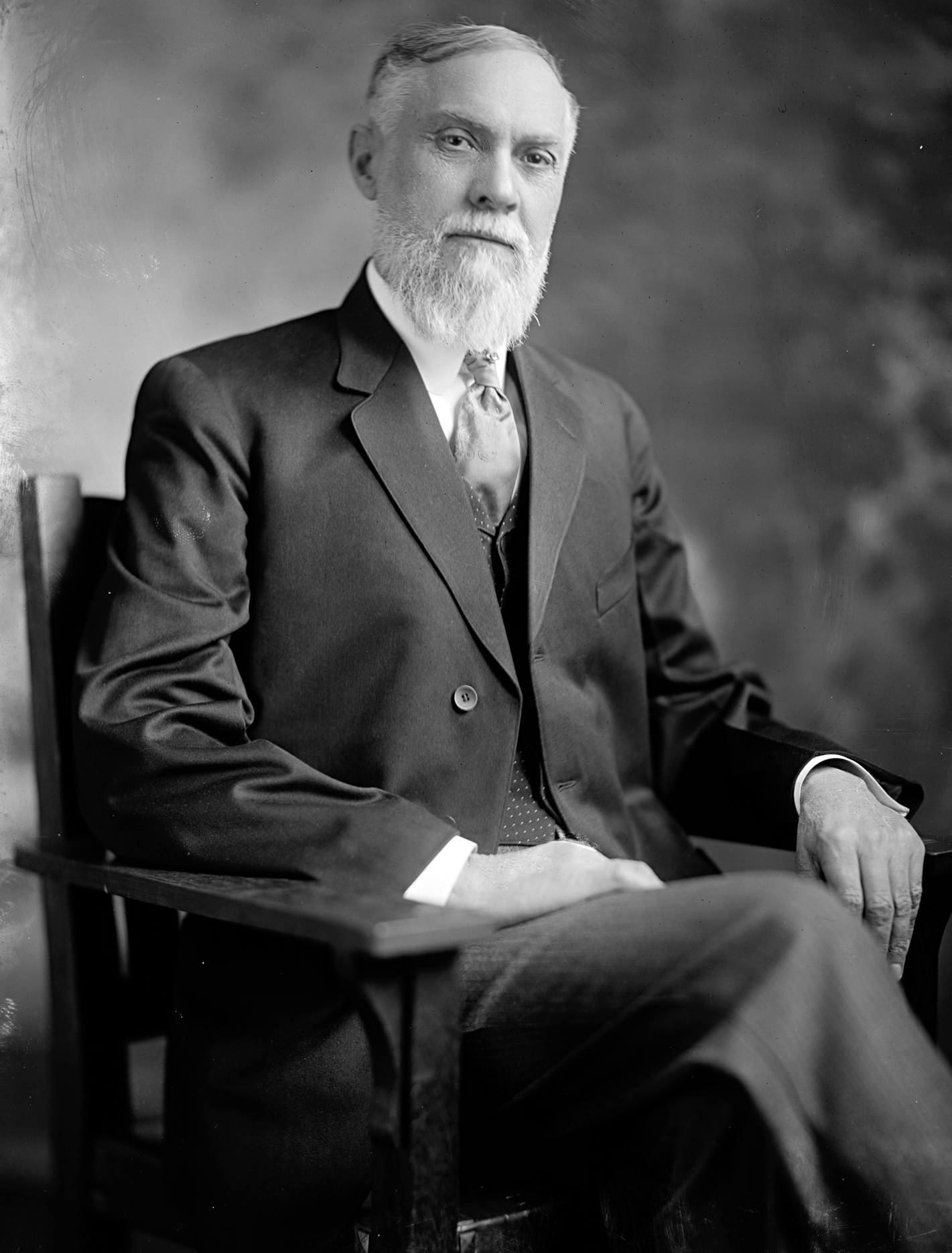
Charles Lieb

Charles Lieb (* 20. Mai 1852 in Flehingen, Großherzogtum Baden; † 1. September 1928 in Rockport, Indiana) war ein US-amerikanischer Politiker deutscher Herkunft. Zwischen 1913 und 1917 vertrat er den Bundesstaat Indiana im US-Repräsentantenhaus.

## Werdegang
Charles Lieb wurde 1852 in der damals selbstständigen Gemeinde Flehingen in Baden geboren. Heute gehört der Ort zu Oberderdingen und liegt in Baden-Württemberg. Im Jahr 1868 wanderte er in die Vereinigten Staaten aus, wo er sich in Rockport (Indiana) niederließ. Er besuchte die öffentlichen Schulen seiner neuen Heimat und das Rockport Collegiate Institute. Außerdem studierte er am Bryant and Stratton’s Business College in Louisville (Kentucky). Danach arbeitete er in Rockport als Buchhalter. Später stieg er in das Holzgeschäft ein. Zwischen 1893 und 1897 war er Posthalter seiner neuen Heimatstadt.
Politisch war Lieb Mitglied der Demokratischen Partei. Zwischen 1879 und 1884 saß er im Stadtrat von Rockport; von 1907 bis 1913 war er Abgeordneter im Repräsentantenhaus von Indiana. Bei den Kongresswahlen des Jahres 1912 wurde Lieb im ersten Wahlbezirk von Indiana in das US-Repräsentantenhaus in Washington, D.C. gewählt, wo er am 4. März 1913 die Nachfolge von John W. Boehne antrat. Nach einer Wiederwahl konnte er bis zum 3. März 1917 zwei Legislaturperioden im Kongress absolvieren. In dieser Zeit wurden der 16. und der 17. Verfassungszusatz ratifiziert.
1916 verzichtete Lieb auf eine erneute Kongresskandidatur. In diesem Jahr war er Delegierter zur Democratic National Convention in St. Louis, auf der Präsident Woodrow Wilson zur Wiederwahl nominiert wurde. In der Folge arbeitete er unter anderem in der Landwirtschaft. Außerdem war er Direktor bei der Farmer’s Bank in Rockport. In dieser Stadt ist Charles Lieb am 1. September 1928 auch verstorben.